# ファイン・ライン
「ファイン・ライン」（原題：Fine Line）は、2005年にポール・マッカートニーが発表した楽曲、および同曲を収録したシングル。
アルバム「ケイオス・アンド・クリエイション・イン・ザ・バックヤード」の1曲目、および先行シングル。

## 概要
この曲の歌詞は、「There is a fine line between recklessness and courage（「向こう見ず」と「勇気」は紙一重の差）」というフレーズを基として作られた。このフレーズはポールによると「しばらく頭から離れなかった言葉」であるらしいが、この曲の歌詞の正確な主旨は定かではない。
ストリングス以外の全ての楽器をポールが演奏しており、そのマルチプレイヤーぶりはこの曲のプロモーションビデオでも堪能する事が出来る。
アメリカのチャートで20位まで上昇し、2006年のグラミー賞ベスト男性ポップボーカルパフォーマンス部門にノミネートされた。
ライブでは、アルバムのサポートツアーである「US Tour 2005」のセットリストに組み込まれた後、2008年に一度きり演奏された。

## 演奏
- ポール・マッカートニー - ボーカル、グランドピアノ、スピネットピアノ、ベース、エレクトリックギター、アコースティックギター、ドラム、シェイカー、タンバリン
- ミレニア・アンサンブル - ストリングス